# Pallacanestro agli VIII Giochi della Francofonia - Torneo femminile
Il torneo VIII Campionato di pallacanestro femminile ai Giochi della Francofonia si è svolto nel 2017, ad Abidjan, in Costa d'Avorio.

## Classifica
| -       | Paese          |
| ------- | -------------- |
| Oro     | Francia        |
| Argento | Québec         |
| Bronzo  | Senegal        |
| 4       | Vallonia       |
| 5       | Mali           |
| 6       | Romania        |
| 7       | Costa d'Avorio |
| 8       | Guinea         |
| 9       | Camerun        |
| 10      | Lussemburgo    |
| 11      | Niger          |
| 12      | Libano         |
| 13      | Tunisia        |
| 14      | Benin          |
| 15      | Mauritius      |